# Елизавета Баварская (императрица Австрии)
Герцогиня Амалия Евгения Елизавета Баварская  (нем. Elisabeth Amalie Eugenie, Herzogin in Bayern; 24 декабря 1837[…], Дворец герцога Макса — 10 сентября 1898[…], Женева) — баварская принцесса, супруга императора Франца Иосифа I. Императрица Австрии с 24 апреля 1854 года (дня заключения брака), королева-консорт Венгрии с 8 июня 1867 года (дня образования двуединой монархии Австро-Венгрии). Известна под уменьшительно-ласкательным именем Сиси (нем. Sisi), которым её называли родные и друзья (в художественной литературе и кино употребляется вариант написания Сисси), а также как Елизавета Австрийская.

## Детство и юность
Елизавета родилась 24 декабря 1837 года  в мюнхенском дворце и была третьим ребенком в семье герцога Баварского Максимилиана Иосифа (1808—1888) и принцессы Людовики Вильгельмины (1808—1892), дочери короля Баварии Максимилиана I. Раньше неё родились старший брат Людвиг Вильгельм (1831—1920) и старшая сестра Елена Каролина Тереза (1834—1890).
То обстоятельство, что девочка появилась на свет в самый канун Рождества и в воскресенье — в семье герцога сочли счастливым предзнаменованием. По семейному преданию у новорождённой уже был один зуб, как у Наполеона, —  и это также означало счастливую жизнь. Крёстной матерью девочки стала королева Пруссии Елизавета, имя которой и получила будущая императрица. В семейном же кругу за ней закрепилось уменьшительное «Сиси».
Хотя родители Елизаветы вступили в династический брак и поэтому не испытывали друг к другу ни малейшей привязанности и каждый из супругов жил  по-своему, у супругов с 1831 по 1849 год родилось 8 детей. Герцог Максимилиан занимался государственными делами и редко проводил время в кругу семьи, а воспитанием детей занималась мать. 
Детство Сиси прошло в Мюнхене и в летнем имении её семьи Поссенхофен в 28 километрах от Мюнхена у озера Штарнбергер-Зее, где у юной герцогини был личный зверинец. Елизавета росла непоседливой и предпочитала учёбе прогулки на природе и игру. Её пытались учить музыке, но Сиси была к ней равнодушна, её больше привлекало рисование. Она с удовольствием писала пейзажи и иллюстрировала тетрадь со стихами собственного сочинения, — интерес к поэзии Елизавета унаследовала от отца. Наибольшее влияние на Сиси оказывала старшая сестра — образованная и послушная Хелена (Нене). Воспитательница Елизаветы, Луиза Вульффен, даже считала это влияние чрезмерным и старалась уменьшить его, сближая подопечную с младшим братом Карлом Теодором.

## Помолвка

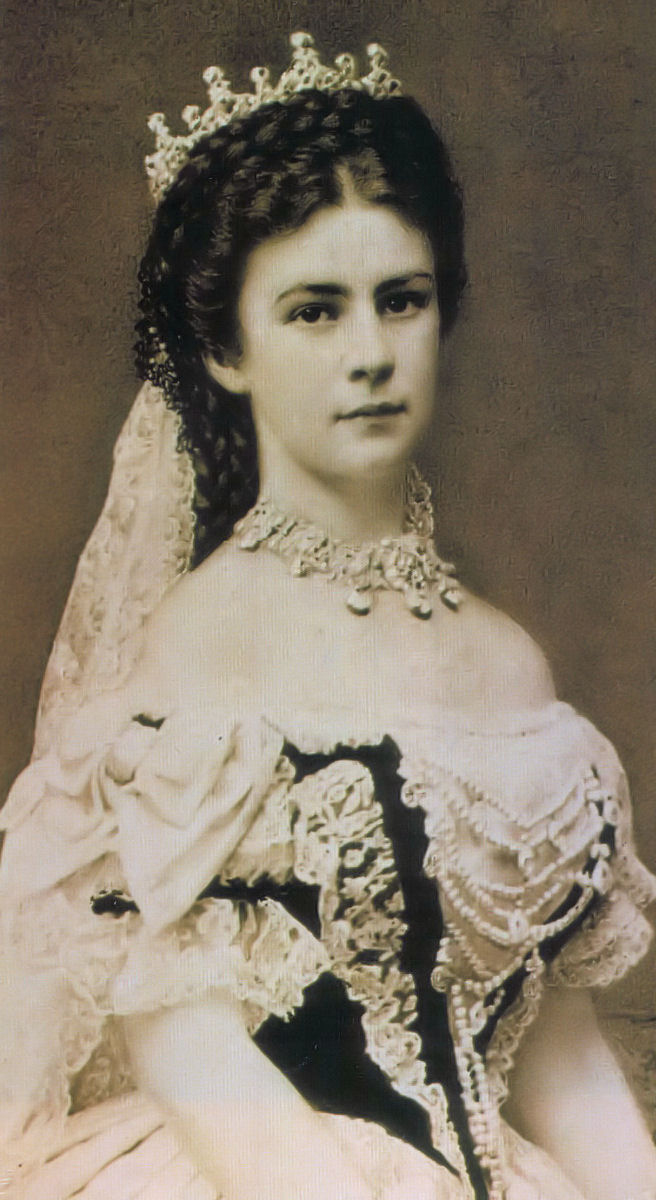
Елизавета Австрийская, Императрица Австрии,фотография 1867 года

2 флорина 1879 г. — австрийская памятная монета в честь серебряной свадьбы Франца Иосифа I и Елизаветы

В 1853 году эрцгерцогиня София Баварская, мать императора Австро-Венгрии Франца Иосифа I,  начала  поиски невесты для сына и сочла наиболее политически выгодным брак сына с баварской принцессой Еленой, старшей дочерью ее родной сестры Людовики Вильгельмины. Елену начали готовить к замужеству: обучали манерам и строгому дворцовому этикету, вывозили в свет и обучали верховой езде. Любившая животных Сиси упросила родителей разрешить ей присоединиться к сестре и благодаря своему бесстрашию обучалась быстрее сестры, чем отбивала желание у Елены продолжать уроки.
Помолвка Елены и Франца Иосифа должна была состояться в 1853 году и была приурочена к 23-летию императора. Для её заключения герцогиня Людовика Вильгельмина с двумя старшими дочерьми и австрийский император со своей матерью и братьями встретились в Бад-Ишле. Поскольку у императорской семьи в то время не было резиденции в Ишле, все они остановились в одной гостинице. Молодой император Франц Иосиф видел своих кузин и раньше, когда в июне 1848 года герцогиня Людовика вместе с двумя сыновьями и старшими дочерьми Еленой и Сиси гостила у своей сестры эрцгерцогини Софии в Инсбруке. Но тогда будущий император был слишком занят революционными событиями, грозившими развалом государства. В тот визит Сиси, девочку подвижную и жизнерадостную, но не выделявшуюся своей внешностью, заметил младший брат императора Карл Людвиг. Между Карлом и Елизаветой завязалась романтическая переписка, они обменивались подарками, а родители не препятствовали им в этом.
В Ишле отношения между Францем и Еленой не сложились. Внимательный к мелочам Карл Людвиг первым обратил внимание матери на то, что его брат Франц заинтересовался Елизаветой, которая стала настоящей красавицей. Вскоре сам старший сын признался матери Софии, что хотел бы жениться именно на Сиси. На балу император, предварительно посоветовавшись с матерью, приглашает на котильон не Елену, а Сиси. Для всех присутствующих это стало знаком того, что последняя станет женой Франца Иосифа. Он попросил мать-эрцгерцогиню узнать у тети Людовики согласится ли ее дочь выйти за него, особо оговаривая, чтобы на Сиси «не оказывалось никакого давления». Юная Елизавета была взволнована и польщена и призналась, что влюблена в императора, но её пугает грядущее высокое положение и сопряжённая с этим ответственность. Хотя всё пошло не так, как запланировала эрцгерцогиня София, тем не менее она попросила у Людовики руки своей племянницы для Франца Иосифа I. Людовика, опасавшаяся, что брак расстроится, была довольна, что императрицей Австро-Венгрии всё-таки станет одна из ее дочерей, и дала своё согласие. Император объявил о помолвке в Ишле во время мессы. В Баварии весть о намечающемся союзе была встречена с воодушевлением, в то же время в Вене к новостям отнеслись прохладно, так как брак считался делом рук Софии, которую недолюбливали после подавления революции 1848 года. В конце лета Франц Иосиф и Сиси расстались: император вернулся в Вену, а его невеста — в Поссенхофен, где началась подготовка к свадьбе. Время Сиси было занято позированием художникам (её портреты рисовали сразу три мастера, приглашённые Францем Иосифом), подготовкой свадебного приданого и уроками: будущая императрица изучала историю и политику Австрии и Венгрии. Граф Иоганн Майлат, венгр по национальности, литератор из окружения герцога Максимилиана, сумел пробудить в Елизавете интерес к национальным обычаям и традициям венгерского народа. Никогда не любившая учёбу, Сиси прилежно занималась с Майлатом три раза в неделю.

## Свадьба. Первые годы брака
23 апреля 1854 года Елизавета вместе с матерью прибыла в Терезианум, откуда по традиции невесты императоров совершали торжественный въезд в столицу. Вечером с Сиси случился нервный срыв: не вынеся напряжения от всеобщего внимания, она плакала, и никто не мог её успокоить. Однако она нашла в себе силы собраться. В карете, расписанной самим Рубенсом, она отправилась в Хофбург. В город Елизавета въехала по новому мосту через реку Вену. Перед свадьбой будущей императрице представили её придворных дам — с этого момента её окружение составляли люди, подобранные эрцгерцогиней Софией. 24 апреля император Франц Иосиф сочетался браком со своей шестнадцатилетней двоюродной сестрой. Венчание состоялось в венской церкви Аугустинеркирхе.

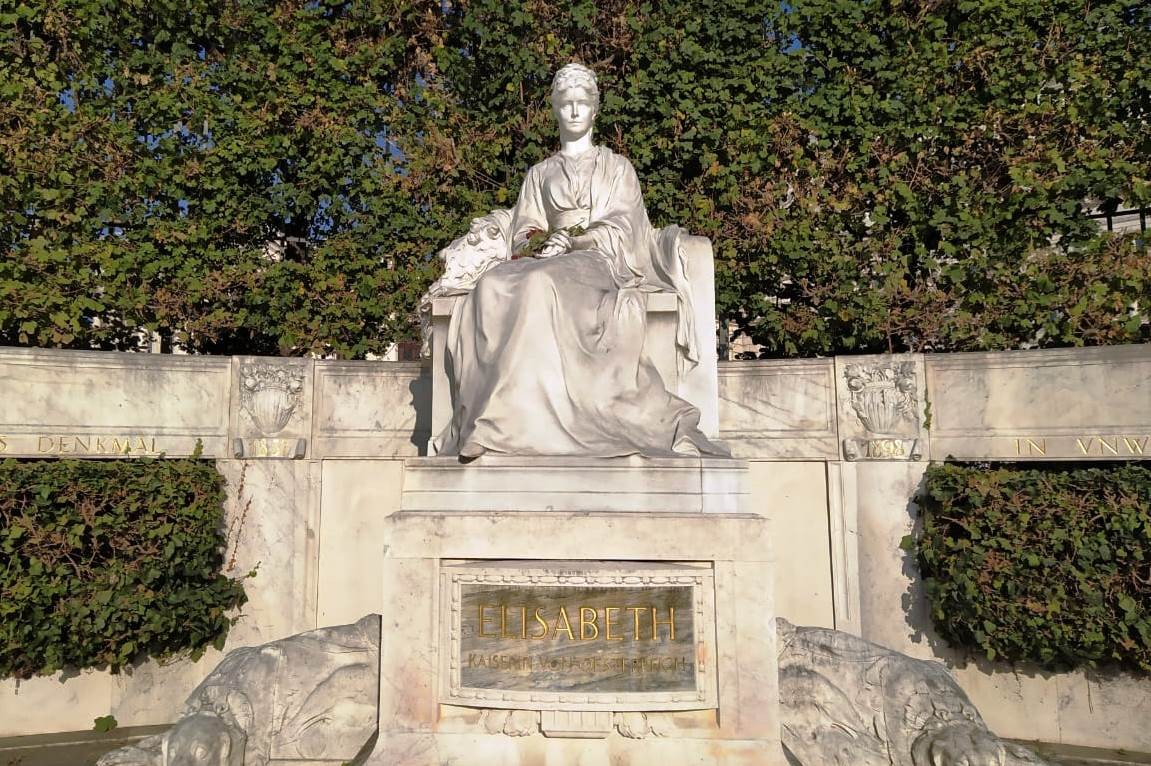
Памятник из белого мрамора Елизавете Баварской в Фольксгартене, Вена

Довольно скоро жизнь при дворе стала тяготить Сиси. Эрцгерцогиня София, привыкшая управлять всем во дворце и боявшаяся потерять свою власть над сыном-императором, стремясь сделать из своей племянницы «настоящую» императрицу, деспотично её контролировала, мотивируя это требованиями этикета. Молодым супругам приходилось присутствовать на многочисленных официальных приёмах, у них не было ни минуты свободного времени. Введённый в Вене этикет двора Карла V строго регламентировал и жизнь придворных, и жизнь самой Елизаветы. Общаться с императрицей имели право лишь представители аристократических семей — 23 мужчины и 229 женщин — люди, не интересовавшие Елизавету, выросшую в другой обстановке. Твёрдый распорядок дня лишал Сиси самостоятельности, ограничивая даже общение с мужем. Она пыталась ему пожаловаться, но супруг, загруженный государственными делами, не был в состоянии осознать сложность положения Сиси. Франц Иосиф, испытывавший глубокое уважение к матери и безграничную любовь к жене, был мягок в отношениях с женщинами и не мог добиться примирения двух дам. Елизавета, часто остававшаяся одна, писала грустные стихи, много читала, но подлинной её страстью стала верховая езда, дававшая иллюзию свободы и служившая выходом её чрезмерной, бьющей через край энергии. В более поздние годы Елизавета признавала, что ей тяжело вспоминать первые годы своего брака.
Оставшись непонятой, будучи отодвинута от мужа его занятостью и жёсткими правилами Венского двора, трепетно поддерживаемыми свекровью, Елизавета замкнулась в себе. Сиси пренебрегала управлявшими жизнью двора правилами этикета. Она не любила публичность, её тяготила необходимость общаться со множеством малознакомых и незнакомых людей.

## Рождение старших дочерей
В том же 1854 году положение юной императрицы осложнилось ещё больше, когда Елизавета объявила о своей беременности. Теперь эрцгерцогиня София, считавшая Сиси ещё слишком юной (императрице ещё не было и восемнадцати), входила в её комнату в любое время и донимала будущую мать советами и упрёками. Биограф Елизаветы Эгон Корти объясняет поведение эрцгерцогини тревогой за ребёнка, которого вынашивала невестка. Однако Елизавета видела во всём лишь проявление враждебности эрцгерцогини. В Лаксенбурге, где императорская чета поселилась после свадьбы, Елизавета обыкновенно гуляла у высокой изгороди, скрывавшей её от посетителей парка. Чтобы народ видел, что императрица ждёт ребёнка, София приказала убрать изгородь. Тогда Елизавета почти перестала выходить в парк, однако эрцгерцогиня заставляла её гулять.
Ко всеобщему разочарованию, 5 марта 1855 года Елизавета Баварская родила дочь — разумеется, что эрцгерцогиня и Двор снова надеялись на рождение наследника. Девочке дали в честь бабушки имя София и поместили в комнаты, отдалённые от апартаментов Елизаветы. Эрцгерцогиня сама подобрала солидный штат прислуги для новорождённой. Елизавета была счастлива, но ребёнок стал новым источником конфликта между ней и свекровью. Мать не могла повидаться с дочерью наедине, а все распоряжения Елизаветы относительно её первенца отменялись эрцгерцогиней.
Вторая беременность императрицы закончилась 15 июля 1856 года рождением второй дочери, Гизелы. Разочарованию эрцгерцогини и двора не было предела. И в остальном все повторилось: Сиси могла видеться с детьми лишь в строго отведённые для этого часы. Только благодаря вмешательству супруга девочек переместили ближе к апартаментам Елизаветы. Францу Иосифу, отправившемуся в конце лета с женой в путешествие по Штирии и Каринтии, пришлось вести по этому вопросу неприятную переписку со своей матерью. Борьба за влияние на детей и то, что Елизавета в ней всё-таки одержала верх, окончательно испортили отношения между невесткой и свекровью.

## Визиты в Италию и Венгрию
Франц Иосиф, поняв, насколько популярна его молодая жена среди своих подданных (в этом он убедился во время поездок по Богемии и Каринтии), решил использовать её обаяние в деле улучшения отношений между Австрией и Италией. Императрица согласилась: она очень хотела помочь мужу, к тому же ей предоставлялась возможность лучше узнать «о положении в тех землях». В путешествие по Италии Елизавета взяла с собой старшую дочь, состояние здоровья которой внушало ей опасения.
Однако каких-либо политических выгод визит императорской четы в Ломбардо-Венецианское королевство не принёс. Некоторое потепление отношений, вызванное личным обаянием молодой императрицы, а также амнистией и снятием ареста, наложенного на имущество политических эмигрантов (Венеция, 3 декабря), не могло изменить главного. Всюду (Венеция, Виченца, Верона) им пришлось столкнуться с антипатией аристократии и среднего сословия. В Милане всё повторилось: местная знать бойкотировала все мероприятия в честь императора и императрицы. Положение не исправили объявленные Францем Иосифом амнистия и снижение налогов.
Новая попытка улучшить отношения внутри империи была предпринята весной 1857 года. На этот раз императорская чета отправилась в поездку по Венгрии. Не желая расставаться с детьми, Елизавета взяла с собой обеих дочерей.
Франца Иосифа и Елизавету ждал относительный успех: к императору в Венгрии относились прохладно, но императрица вызывала всеобщий интерес — уже было известно, что она не ладит со свекровью, сыгравшей не последнюю роль в подавлении революции 1848 года. А красота и сердечное обращение Елизаветы, которой нравилась и страна, и её народ, произвели приятное впечатление.
В поездке заболели обе императорские дочери. Младшая Гизела вскоре поправилась, а состояние двухлетней Софии только ухудшалось. Елизавета, вызванная телеграммой в Будапешт из Дебрецена, одиннадцать часов находилась у постели умирающей дочери. Она тяжело переживала смерть маленькой Софии и винила в случившемся себя. Супруги прервали свою поездку и вернулись в Лаксенбург 30 мая 1857 года. У Елизаветы случился нервный срыв, она заперлась в своих покоях, замкнулась в себе и не желала видеть никого, кроме императора, проводила время, гуляя и катаясь верхом в одиночестве.

## Рождение наследника
21 августа 1858 года императрица родила долгожданного наследника Австрийского престола Рудольфа. Поначалу появление ребёнка обрадовало всех, но вскоре вражда между свекровью и невесткой разгорелась с новой силой. Елизавета медленно поправлялась после родов, и София, воспользовавшись этим, присвоила право следить за воспитанием Рудольфа. Не имея сил на борьбу, императрица сдалась.

## Итальянская война
Тем временем Франц Иосиф отправился на итальянский фронт сражаться с войсками Наполеона III в долине реки По. Он часто писал Сиси любовные письма. Жена беспокоилась за него и сама вела крайне нервную жизнь: мало ела, ежедневно ссорилась с надменной свекровью и пыталась спастись от своего окружения, совершая длительные пешие или верховые прогулки. К возвращению императора его жена заметно похудела, а её психика сильно расшаталась.

## Путешествия

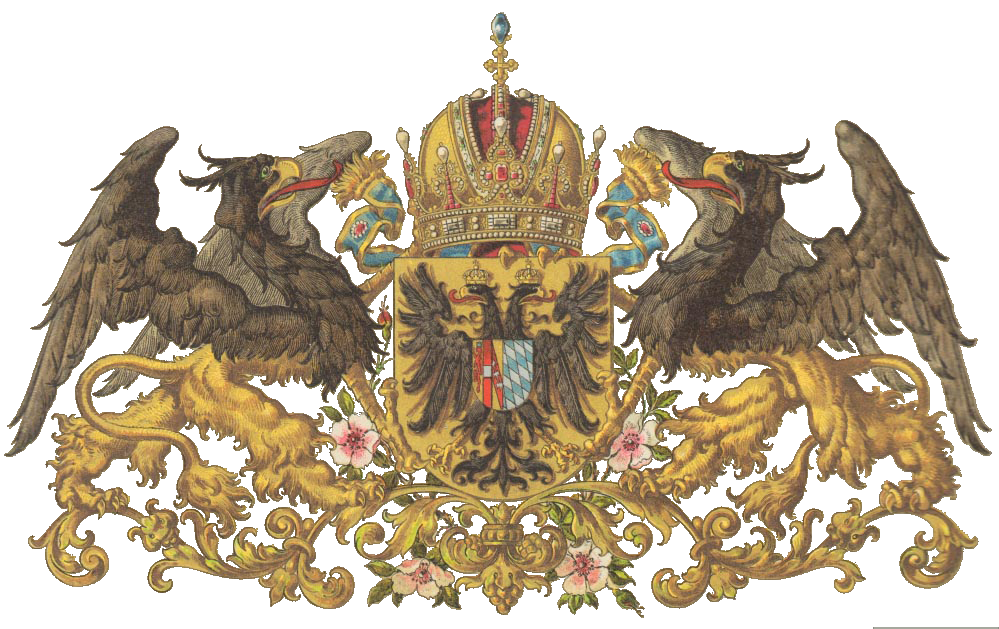
Герб Елизаветы — принцессы Баварии

Фактически лишённая детей и осознавшая своё бессилие Елизавета в 1860 году приняла решение временно уехать. Ей хотелось таким образом вернуть потерянную свободу. Было объявлено, что императрица тяжело больна и нуждается в солнце и морском воздухе. Франц Иосиф предложил ей несколько морских курортов Адриатики, принадлежавших Австро-Венгрии, но Сиси прежде всего хотела вообще покинуть страну и на время укрыться в каком-нибудь отдалённом районе. Её выбор пал на Мадейру. Елизавета уехала на четыре месяца — из Корфу в Англию с заездом во Францию, где все были удивлены цветущим видом будто бы тяжело больной императрицы. Это стало началом её непрекращающихся скитаний и отчаянных поисков счастья. С 1865 года в Вене Елизавета проводила не более двух месяцев в году. Она периодически (чаще всего зимой — на свой день рождения, Рождество, первый венский бал) возвращалась в столицу Австро-Венгрии, чтобы повидать мужа и детей, и каждый раз её присутствие смягчало строгий этикет жизни Габсбургов. Но вскоре Сиси вновь начинала чувствовать себя пленницей и уезжала.
Постоянно путешествуя, Елизавета посылала подарки своим детям, но виделась с ними нечасто — лишь во время своих коротких приездов. Жизнь Гизелы была гораздо приятней, чем жизнь Рудольфа, которого, как будущего императора, воспитывали в строгости. Елизавета лишь издали наблюдала за воспитанием наследника, не имея возможности вмешиваться. Лишь однажды ей удалось уволить наставника, который, по мнению Сиси, использовал слишком жестокие методы воспитания (обливание ледяной водой по утрам — лишь малая часть тех методов, что применяли при воспитании наследника престола), но даже после этого она не стала ближе Рудольфу. Мальчик очень страдал от того, что не мог часто видеть свою мать. Ещё более одиноким он почувствовал себя после рождения в 1868 году Марии Валерии, которая стала любимицей Сиси. На этот раз императрица отстояла право самой заниматься воспитанием дочери, которой отдавала явное предпочтение перед остальными детьми, и при дворе Валерию называли «единственным» ребёнком. Девочка становится спутницей матери во всех её поездках. Неопытная «молодая мама» переживает из-за каждого пустяка, и даже лёгкий насморк является причиной для отставки очередной няни.
Родившаяся в Будапеште, Мария Валерия почти всё своё детство провела в Венгрии. Её одевали в венгерском стиле и даже разговаривать по-немецки с отцом она была вынуждена втайне. Но, в отличие от матери, полюбить Венгрию Мария Валерия так и не смогла. Единственным человеком при дворе, который разделял отношение Елизаветы к Венгрии, был Рудольф.

## Политика. Елизавета и Венгрия
Елизавета практически не вмешивалась в политику. Единственным исключением можно считать случай, когда ей удалось сыграть определённую роль в урегулировании конфликта между Австрией и Венгрией в 1860-х годах. Можно предположить, что если бы она и в других политических вопросах помогала императору, то возглавлявшаяся им империя сохранила бы свои политические позиции в Европе.
При австрийском дворе Елизавету не любили не только за пренебрежение этикетом, но и за её «чрезмерные симпатии к Венгрии». Императрица любила эту страну, изучала историю Венгрии и венгерский язык, с удовольствием читала венгерскую литературу. Позже Елизавета окружила себя придворными дамами из венгерского дворянства. Она поддерживала связи с деятелями венгерской оппозиции, в частности с её лидерами — Ференцем Деаком и Дьюлой Андраши, которые пытались через императрицу оказать влияние на Франца Иосифа, рассчитывая, что он пойдёт навстречу их требованиям. Усилия Елизаветы имели определённое значение для изменения позиции Франца Иосифа в венгерском вопросе. В результате император согласился на личные встречи с Деаком и Андраши, по итогам которых в 1867 году было заключено соглашение, согласно которому империя преобразовывалась в дуалистическую Австро-Венгерскую монархию, вводилось конституционное правление, и Венгрия получала бо́льшую свободу в решении своих внутренних вопросов. 8 мая 1867 года Франц Иосиф и Елизавета были коронованы в Будапеште как король и королева Венгрии. В знак своей преданности Венгрия подарила Елизавете и Францу Иосифу великолепный дворец Гёдёллё в тридцати километрах от Будапешта. Есть основания полагать, что замок нравился Елизавете и раньше, но ослабленная войной казна Австрии не могла осилить такой покупки, как замок в дар императрице.

## Гибель Рудольфа
30 января 1889 года погиб кронпринц Рудольф. Единственный сын Елизаветы или покончил с собой вместе со своей возлюбленной Марией Вечерой, или они стали жертвами политического убийства. О смерти сына первой сообщили императрице, она передала это известие Францу Иосифу. До конца своей жизни Елизавета так и не смогла оправиться от этого удара. Она считала, что его убили, но доказать это не представлялось возможным. Обстоятельства происшедшего в Майерлинге скрывали от общественности, не было проведено должного расследования. После смерти Рудольфа Елизавета ещё больше замкнулась в себе.
Последующий год она провела в Австрии, в глубоком трауре. Она вела уединённый образ жизни, стараясь не появляться в обществе. Не найдя успокоения, императрица вновь отправилась в путешествие, переезжая  из страны в страну.

## Убийство Елизаветы

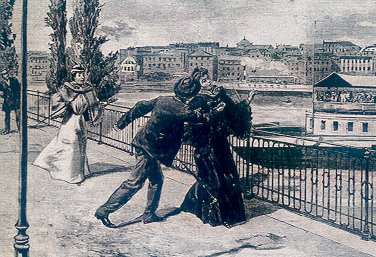
Луиджи Лукени убивает императрицу Елизавету

О своей личной безопасности Елизавета не заботилась, она отказывалась от охраны, что беспокоило её окружение. В субботу 10 сентября 1898 года Елизавета в сопровождении одной из своих фрейлин, графини Ирмы Шаррай, шла по набережной Женевы. На императрицу совершил нападение итальянский анархист Луиджи Лукени. Удар заточки (заострённого трёхгранного напильника), нанесённый Лукени, сбил её с ног, оставив крохотную колотую ранку в области сердца. Однако Елизавета не поняла истинный смысл случившегося. Решив, что нападавший просто хотел украсть её украшения, она поднялась и попыталась продолжить прогулку с фрейлиной дальше. Лишь спустя несколько минут она почувствовала острую слабость, боль в сердце, головокружение, императрица опустилась на землю, потеряла сознание и вскоре умерла. Луиджи Лукени был схвачен и приговорён к пожизненному заключению в тюрьме. 10 октября 1910 года он повесился. В  тюрьме Луиджи писал мемуары.

## Образ Елизаветы в культуре

### Кино
- «Король уходит» — 1936
- «Людвиг II: Блеск и падение короля» — 1955, реж. Хельмут Койтнер, в роли Елизаветы — Рут Лойверик
- «Сисси» — 1955, реж. Э. Маришка, в роли Елизаветы — Роми Шнайдер
- «Сисси — молодая императрица» — 1956, реж. Э. Маришка, в роли Елизаветы — Роми Шнайдер
- «Сисси. Трудные годы императрицы» — 1957, реж. Э. Маришка, в роли Елизаветы — Роми Шнайдер
- «Майерлинг» — 1968, реж. Теренс Янг, в роли Елизаветы — Ава Гарднер
- «Людвиг» — 1972, реж. Л. Висконти, в роли Елизаветы — Роми Шнайдер
- «Падение орлов» — 1974, в роли Елизаветы — Дайан Кин
- «Сиси и поцелуй императора» — 1991, реж. К. Бёлль, в роли Елизаветы — Ванесса Вагнер
- «Сиси — мятежная императрица» — 2004, реж. Ж. Верхак, в роли Елизаветы — Ариель Домбаль
- «Кронпринц Рудольф» — 2006, реж. Р. Дорнхельм, в роли Елизаветы — Сандра Чеккарелли
- «Императрица Сисси» — 2009, реж. К. Шварценбергер, в роли Елизаветы — Кристиана Капотонди
- «Людвиг Баварский» — 2012, реж. М. Ноэль и П. Зер, в роли Елизаветы — Ханна Херцшпрунг
- «Мисс Марпл (телесериал)», эпизод «Зеркало треснуло» — 1992. Косвенно: одно из действующих лиц — актриса Марина Грегг, снимающаяся в роли Елизаветы в одноимённом фильме. В роли Марины Грегг — Клэр Блум
- «Комиссар Рекс» (телесериал), 13-й эпизод 5-го сезона — «Сиси» (1999). В этой серии главный персонаж — молодая женщина с психическими отклонениями по имени Марион Грубер (в исполнении актрисы Марион Миттерхаммер), маниакально подражающая образу Императрицы Елизаветы.
- «Сисси: Императрица Австрии» (мини-сериал) — 2021/22, реж. Sven Bohse, в главной роли — Доминик Девенпорт — Германия.
- «Корсаж» — 2022, реж. Мари Кройтцер[нем.], в главной роли — Вики Крипс.
- «Императрица» (мини-сериал) — 2022, реж. Йохен Лаубе, в главной роли — Деврим Лингнау.
- «Сисси и я» — 2023, режиссёр — Фрауке Финстервальд, в главной роли Сузанна Вольф.

### Мультфильмы
- «Принцесса Сисси» (1997-1998) — Канада/Франция; транслировался на телеканале Fox Kids, а затем на Jetix Play, Первый канал и СТС
- «Принцесса Сисси» (2015-2016) — Италия
- «Переполох в Гималаях» — Германия
- «Сисси молодая императрица »(2016) — Италия

### Театр
Жизни Елизаветы посвящён мюзикл Михаэля Кунце и Сильвестра Левая «Элизабет».
В венском Театре марионеток во дворце Шёнбрунн также поставлен мюзикл о жизни и любви императрицы к своему супругу «Sisi's Secret». Продолжительность постановки – 1 час 45 мин.с антрактом. В мюзикле принимают участие более 30 кукол-марионеток.
Литература
Императрица Елизавета появляется в качестве действующего лица в романе Берты фон Зутнер "Долой оружие!"